# Sardinella hualiensis
Sardinella hualiensis  (лат.) — вид лучепёрых рыб семейства сельдевых. 

## Описание
Тело вытянутое, несколько сжато с боков, высота тела составляет 29—34% стандартной длины. В спинном плавнике 13—21 мягких лучей, а в анальном 12—23 мягких лучей . По низу брюха от головы до анального плавника проходит киль из 30—32 килеватых чешуй. На нижней части первой жаберной дуги 51—66 жаберных тычинок, количество которых увеличивается по мере роста рыб. Вертикальныне полосы на чешуе пересекаются в центре чешуи или продолжаются непрерывно. В задней части чешуек много мелких отверстий. Верхние окончания лопастей хвостового плавника тёмные. У основания спинного плавника имеется тёмное пятно . Максимальная длина тела 12,5 см, обычно не более 10 см.

## Ареал и места обитания
Обитает в западной части Тихого океана, на ограниченной территории у берегов Тайваня и Гонконга . Морская стайная рыба, встречается на глубине от 0 до 50 м. 

## Хозяйственное значение
Попадается в качестве прилова при промысле других представителей данного рода.